# Follega
Follega (Fries: Follegea) is een dorp in de gemeente De Friese Meren, in de Nederlandse provincie Friesland. Follega ligt tussen Lemmer en Sint Nicolaasga ten westen van het Tjeukemeer.
Follega vormt samen met de naburige Eesterga een tweelingdorp met een gezamenlijke dorpsbelangenvereniging. In 2023 telde het dorp 180 inwoners, in 2004 was dat 200.

## Geschiedenis
Vanaf de 13e eeuw werd de plaats vermeld als Ecclesia Folcolfi, Folclaghe, Follegae, Follega, Vollega en Volegae. De plaatsnaam zou verwijzen naar de woonplaats van de persoon Folle.
Bij de brug over de Follegasloot vond op 2 oktober 1799 een slag plaats tussen de Engelsen en de bewoners die achter de Franse stonden. De Engelsen probeerde een batterij op te werpen in de strijd om Lemmer maar gewapende burgers probeerden dit te voorkomen. De Engelsen gaven uiteindelijk op en lieten bij de aftocht drie stukken geschut achter. De naam van een voormalige herberg De Drie Kogels verwijst naar het aantal kogels dat de herberg zou hebben geraakt bij deze slag. Tot 1900 werd er tol geheven bij de brug over de Follegasloot, zowel via land als via het water. De brug werd daarna vernieuwd en werd de Follegabrug.
In 1856/57 werd er een spinnekopmolen geplaatst bij het dorp. Deze molen, de Follega molen raakte in de loop van de twintigste eeuw in verval. In 1968 werd besloten het te restaureren en het werd verplaats naar Laag-Keppel, in de provincie Gelderland, om daar opgebouwd te worden ingezet om de molenkolk te bemalen van een daar staande watermolen.
Tot 1 januari 2014 lag Follega in de gemeente Lemsterland.

## Klokkenstoel en verdwenen kerk

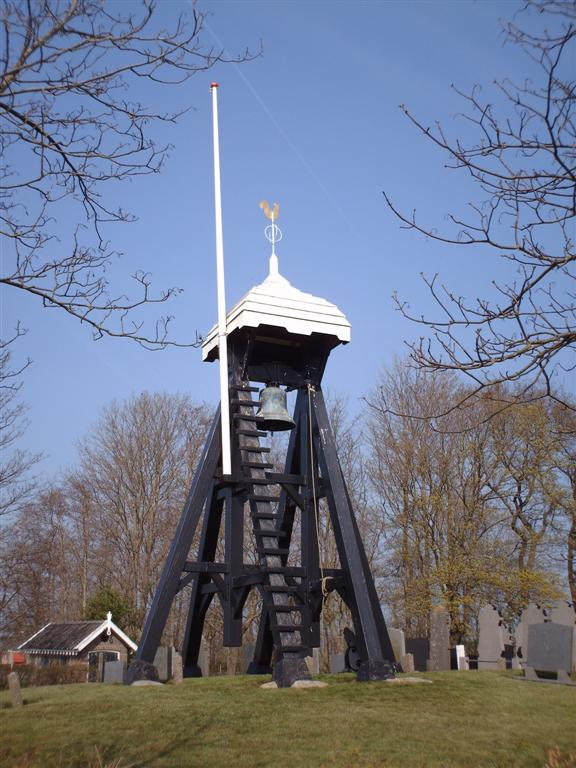
Klokkenstoel

De kerk werd in de 17e of begin 18e eeuw afgebroken. Op de overgebleven begraafplaats staat een klokkenstoel met een opvallend helmdak, een van de klokkenstoelen in Friesland. De klok stamt uit 1596 en zou zijn gegoten door Peter van den Ghein.

## Openbaar vervoer
- Lijn 42: Sneek - IJlst - Heeg - Hommerts - Koufurderrige - Woudsend - Tjerkgaast - Spannenburg - Follega - Eesterga - Lemmer

## Geboren in Follega
- Martin Hamconius (1551-1620), grietman en geschiedschrijver
- Tiemen Groen (1946-2021), wielrenner